# Polycyrtus rebecae
Polycyrtus rebecae är en stekelart som beskrevs av Zuniga 2004. Polycyrtus rebecae ingår i släktet Polycyrtus och familjen brokparasitsteklar. Inga underarter finns listade i Catalogue of Life.